# روح شیطان (فیلم)
روح شیطان (ارمنی: Չար ոգի) یک فیلم درام به کارگردانی پاتواکان بارخوداریان است که در سال ۱۹۲۸ منتشر شد.
از بازیگران آن می‌توان به هاسمیک، نینا مانوچاریان، هامبارتسوم خاچانیان، سامول مکرتچیان، و پاتواکان بارخوداریان اشاره کرد.